# Carlos Motta (judoka)
Carlos Eduardo „Tico” Santos Motta (ur. 25 lutego 1955 w São Paulo, zm. 30 października 2018) – brazylijski judoka. Olimpijczyk z Montrealu 1976, gdzie zajął trzynaste miejsce w wadze średniej.
Uczestnik mistrzostw świata w 1975. Srebrny medalista igrzysk panamerykańskich w 1975, a także mistrzostw panamerykańskich w 1976 roku. 

## Letnie Igrzyska Olimpijskie 1976
| Konkurencja | Eliminacje            | Eliminacje          | Klas. końcowa |
| Konkurencja | Przeciwnik I          | Przeciwnik II       | Miejsce       |
| ----------- | --------------------- | ------------------- | ------------- |
| 80 kg       | Assane N’Doye (SEN) Z | Brian Jacks (GBR) P | 13.           |